# 自由主義と民主主義のヨーロッパ運動
自由主義と民主主義のヨーロッパ運動（じゆうしゅぎとみんしゅしゅぎのヨーロッパうんどう、英語:Movement for a Europe of Liberties and Democracy、略称:MELD、フランス語:Mouvement pour l'Europe des libertés et de la démocratie）は、かつて存在した欧州懐疑主義派による欧州規模の政党。
主に欧州議会の会派「自由と民主主義のヨーロッパ」に所属する政党から構成されたが、同会派の最大勢力であったイギリス独立党は加盟していなかった。2015年、欧州連合 (EU) からの交付金を悪用したとして、欧州議会から解散命令を受けた。

## 解散時の所属政党
| 所在国       | 政党名                                      |
| ------------ | ------------------------------------------- |
| オーストリア | 改革保守党                                  |
| ブルガリア   | ブルガリアの救済のための国民戦線            |
| ベルギー     | フランク・バネック (無所属政治家の個人加盟) |
| フランス     | フランスのための運動                        |
| ギリシャ     | 人民正教会戦線                              |
| ポーランド   | 連帯ポーランド                              |
| スロバキア   | スロバキア国民党                            |

## かつての所属政党
| 所在国       | 政党名           | 備考                                                           |
| ------------ | ---------------- | -------------------------------------------------------------- |
| デンマーク   | デンマーク国民党 | 欧州保守改革党に合流                                           |
| フィンランド | フィン人党       | 欧州保守改革党に合流                                           |
| イタリア     | 北部同盟         | 諸国民・自由の欧州運動（のちのアイデンティティ・民主党）に合流 |
| イタリア     | イタリアを愛する |                                                                |
| リトアニア   | 秩序と正義       | 直接民主主義のヨーロッパ連盟に合流                             |